# Ursulinenschule Innsbruck

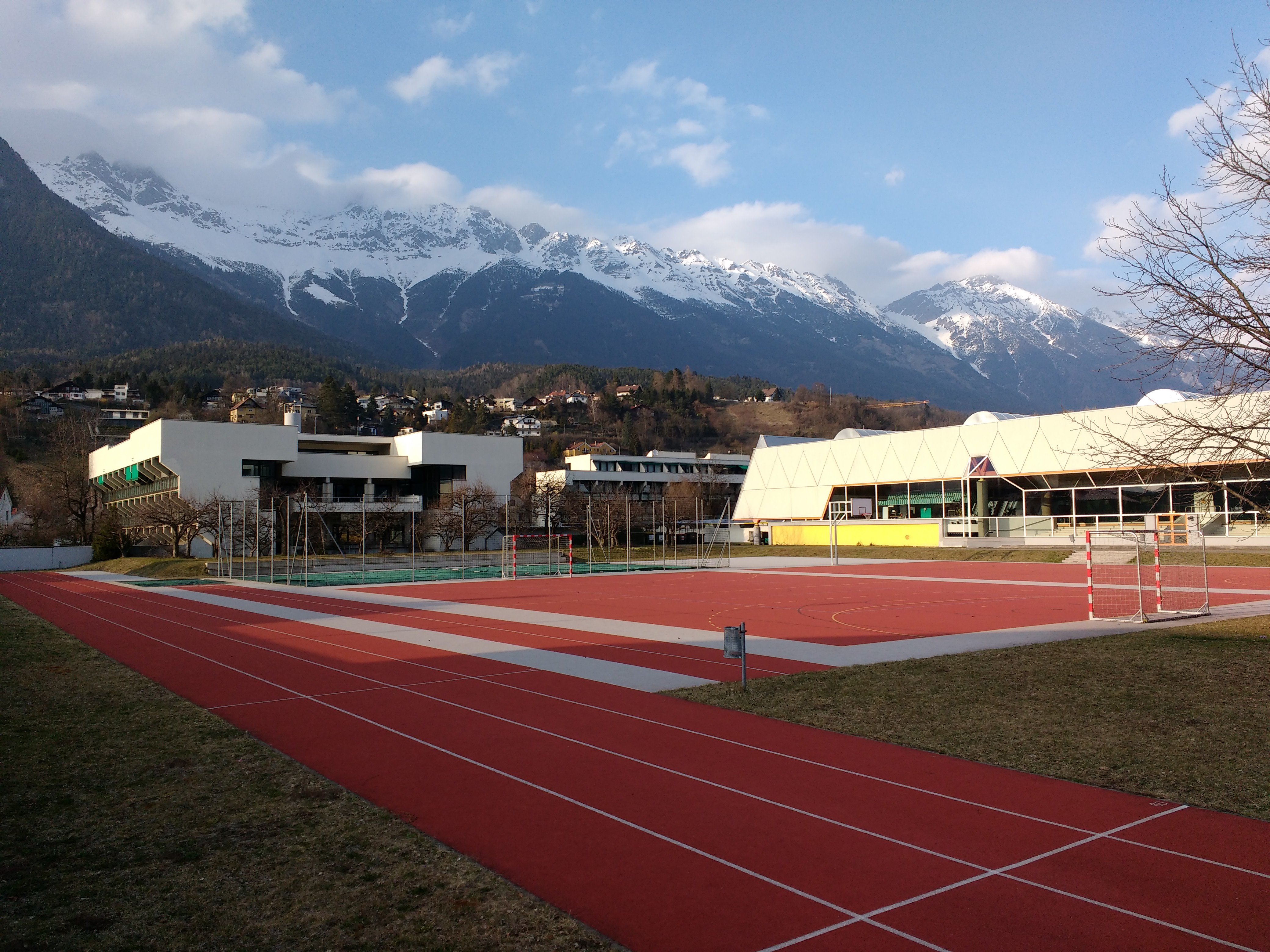
Sportanlagen

Die Ursulinenschule in der Tiroler Landeshauptstadt Innsbruck ist ein Wirtschaftskundliches Realgymnasium. Das Schulgebäude der Ursulinen gilt als herausragendes Tiroler Bauwerk des 20. Jahrhunderts und ist ein Markstein im Schaffen des Architekten Josef Lackner sowie der Kirchenmoderne wie auch der Schularchitektur in Österreich und steht unter Denkmalschutz.

## Geschichte
Der Vorgängerbau der Mädchenschule befand sich bis 1979 mit dem Kloster und der inzwischen profanierten Ursulinenkirche am Marktplatz in der Innsbrucker Innenstadt.
Das Bauwerk wurde in den 1970er Jahren nach Plänen des österreichischen Architekten Josef Lackner erbaut. Es befindet sich am Fürstenweg in der Höttinger Au, unmittelbar neben dem Ursulinenkonvent. Der Ursulinenkonvent und Josef Lackner wollten mit dem Neubau neue Akzente im Schulwesen setzen: Offenheit, Kommunikation und Helligkeit. Dieses Raumkonzept der Schule ist in Österreich einzigartig. Das ursprüngliche Mädchengymnasium nimmt seit dem Schuljahr 2014/15 auch Buben auf. Seit 2012 wird das auf dem Gelände befindliche Schülerinnenheim als Studentenheim von der Akademikerhilfe geführt.

## Architektur
Den Kern des vertikal geschichteten Gebäudes bildet im Erd- und Untergeschoß der offene Sport-, Freizeit-, Schwimm- und Foyerbereich. Dieser Großbereich geht durch seitliche Glaswände, Terrassen und Freitreppen in die Sportplätze und Hofbereiche über. In den Obergeschoßen befinden sich die zweiseitig durch Oberlichtbänder belichteten Klassenräume, das einsehbare Lehrerzimmer und die öffentliche Bibliothek der Ursulinen mit Blick auf den zentralen Teil des Gebäudes. Lackner war wichtig, dass im unteren Bereich der Schule ein kommunikativer und aktiver Raum entsteht, im oberen dagegen sollte das Denken und Lernen gefördert werden.
Die äußere Erscheinung der Schule basiert auf der Konstruktion von geschoßhohen Stahlfachträgern mit Diagonalverstrebungen. Optische Bezüge sind ein Hauptmerkmal des Schulbaus. Sichtbar werden diese unter anderem in den Klassenzimmern, wo der Blick in die Nebenzimmer ermöglicht wird. Außerdem blieben die Betonflächen, im Gegensatz zu den farbigen Stahlträgern, naturbelassen.
Eine Haupt- und vier Nebentreppen verbinden den unteren und oberen Bereich. In den Lern- und Denkbereichen sind überall Teppichböden verlegt. Diese tragen einerseits zum Schallschutz bei, andererseits leisten sie einen Beitrag zu einer gemütlichen Atmosphäre.
Das benachbarte Kloster und Internat der Ursulinen wurde ebenfalls von Josef Lackner geplant.